# Arca-Filmproduktion
Arca-Filmproduktion est une société de production cinématographique allemande de 1953 à 1965.

## Histoire
Gero Wecker fonde la société en 1953. La toute première production, le Heimatfilm Jeunes Amours, est un succès auprès du public en 1955 et a des suites en 1956 et 1957. En revanche, le film documentaire So war der deutsche Landser, sorti la même année, fait polémique ; la Freiwillige Selbstkontrolle der Filmwirtschaft note que les archives utilisées reprennent telle quelle l'idéologie nazie. Un autre succès est en 1956 Liane la sauvageonne qui aura également deux suites. En 1957, le film Le Troisième Sexe, réalisé par Veit Harlan et parlant de l'homosexualité, suscite la controverse et sort après des modifications avec l'accord de la FSK. La société s'essaie alors à des films de guerre et policiers. Après l'échec du film d'espionnage Mission à Hong Kong, la société de production doit déposer le bilan en 1965.

## Filmographie
- 1955 : Heldentum nach Ladenschluß (de) (documentaire)
- 1955 : C'est arrivé le 20 juillet
- 1955 : Jeunes amours (de)
- 1955 : So war der deutsche Landser (documentaire)
- 1955 : Drei Mädels vom Rhein (de)
- 1956 : Ohne Dich wird es Nacht
- 1956 : Hochzeit auf Immenhof (de)
- 1956 : Liane la sauvageonne
- 1956 : Geliebte Corinna (de)
- 1957 : Les Fredaines du capitaine (de)
- 1957 : Le Troisième Sexe
- 1957 : Liane, l'esclave blanche
- 1957 : Ferien auf Immenhof (de)
- 1958 : Lilli – ein Mädchen aus der Großstadt (de)
- 1958 : Madeleine Tel. 13 62 11 (de)
- 1958 : U 47 – Kapitänleutnant Prien
- 1958 : Es war die erste Liebe (de)
- 1958 : Piefke, der Schrecken der Kompanie (de)
- 1958 : Ich werde dich auf Händen tragen (de)
- 1958 : L'assassin sera à Tripoli
- 1959 : Cour martiale
- 1959 : Mandolinen und Mondschein (de)
- 1960 : Une nuit à Monte-Carlo
- 1961 : Elles pensent toutes à ça ! (de)
- 1962 : L'Étudiant pauvre 1963 (de)
- 1963 : Ferien wie noch nie (de)
- 1965 : Mission à Hong Kong